# Triclema lucretilis
Triclema lucretilis är en fjärilsart som beskrevs av William Chapman Hewitson 1874. Triclema lucretilis ingår i släktet Triclema och familjen juvelvingar. Inga underarter finns listade i Catalogue of Life.